# Roemer Visscher

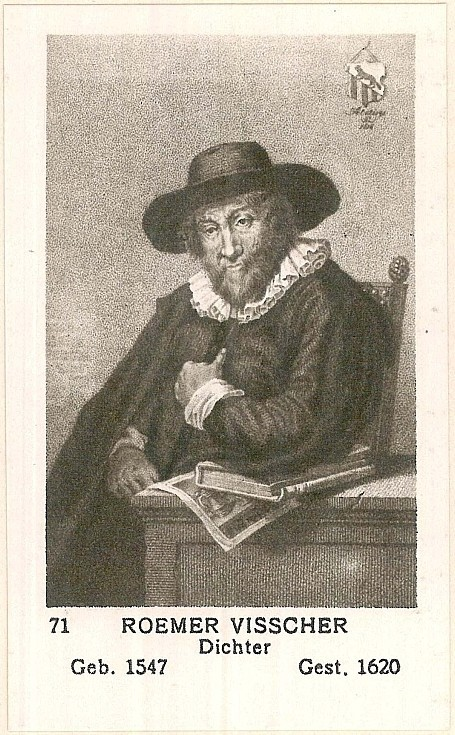
Ilustración de Roemer Visscher, realizada en 1926.

Roemer Visscher (Ámsterdam, 1547 - 19 de febrero de 1620), escritor y negociante holandés, el más famoso autor de epigramas del Siglo de Oro holandés. 

## Biografía
Figura eminente de la escena cultural en las Provincias Unidas, fue un poeta del grupo de retóricos (rederijkers) «In liefde bloeiende» («Flores de amor»), junto a P. C. Hooft, Gerbrand Bredero y Joost van den Vondel. 
Por su contenido moral y humanista, los escritos de Visscher se relacionan con el Renacimiento, a pesar del carácter todavía medieval del estilo de los retóricos. Fue en principio un maestro del epigrama y es sobre todo conocido por su libro de emblemas, los «Sinnepoppen». Estos emblemata son unos grabados acompañados de una divisa o de un verso rimado. Una de las divisas de Visscher, titulada «Elck wat wils» (que se puede traducir por "a cada cual su verdad") se volvió proverbial en neerlandés.

## Obras poéticas
- T'loff vande mutse, ende van een blaewe scheen (1612)
- Brabbeling (1614)
- Sinnepoppen (1614)

- Datos: Q2384352
- Multimedia: Roemer Pieterszoon Visscher / Q2384352